# Lijst van Belgische adelsverheffingen 1928
Personen die in 1928 werden opgenomen in de Belgische adel of een adellijke titel verwierven.

## Burggraaf
- Ridder Charles de Harlez de Deulin (1863-1941), burgemeester van Fronville, de titel burggraaf, overdraagbaar bij eerstgeboorte.

## Baron
- Jonkheer Léon de Lhoneux (1869-1949), de titel baron, overdraagbaar bij eerstgeboorte.
- Marie-Georges Léon le Maire de Warzée d'Hermalle (1877-1931), diplomaat, erfelijke adel en de titel baron, overdraagbaar bij eerstgeboorte.
- Jonkheer Fernand de Ryckman de Betz (1871-1961), de titel baron, overdraagbaar bij eerstgeboorte.

## Ridder
- Jonkheer Jules de Beer de Laer (1872-1962), burgemeester van La Reid, de titel van ridder, overdraagbaar bij eerstgeboorte.
- Jacques Demeure (1892-1972), erfelijke adel en de titel ridder, overdraagbaar bij eerstgeboorte.

## Jonkheer
- Pierre de Smet (d'Olbecke) (1882-1946), erfelijke adel.
- Arnold van Wassenhove (1879-1947), burgemeester van Kerkhove, erfelijke adel.